# 새끼손가락 (노래)
〈새끼손가락〉은 2015년 4월 19일에 데뷔 4주년을 맞이해서 발매된 디지털 싱글이다.

## 개요
- 발매에 앞서 2015년 4월 6일부터 4월 11일까지 4시 19분에 맞춰서 박초롱, 오하영, 손나은, 윤보미, 김남주, 정은지 순으로 “여러분! 약속해요! 저랑 어떤 약속하고 싶으세요?”라는 문구와 함께 각 멤버의 사진이 게재되었다.[1]
- 본 싱글곡은 《에이핑크 뉴스 시즌2》 1화에서 정은지가 공약으로 “자작곡 만들기”로 내걸어서 작사 · 작곡된 노래와는 멜로디와 가사가 다른 동명이곡이다.[2]
- 박초롱이 1주년 기념으로 작사한 첫번째 팬송 〈4월 19일〉에 이은 두 번째 팬송이 된다.
- 뮤직비디오 티저 및 트위터 게시글을 모두 오후 4시 19분에 게시하였다.

## 수록곡
- 전체 작사·작곡·편곡: 정은지, 범이, 낭이

| #            | 제목                   | 재생 시간 |
| ------------ | ---------------------- | --------- |
| 1.           | 〈새끼손가락〉         | 3:45      |
| 2.           | 〈새끼손가락 (Inst.)〉 | 3:45      |
| 총 재생 시간 | 총 재생 시간           | 7:30      |